# Son Ho-sung
Son Ho-sung (* 23. November 1982 in Seoul) ist ein ehemaliger südkoreanischer Eishockeytorwart und derzeitiger -trainer, der zuletzt bis 2016 für das Team Anyang Halla in der Asia League Ice Hockey spielte. Seit 2016 ist er als Torwarttrainer bei seinem Ex-Klub und in der südkoreanischen Nationalmannschaft tätig.

## Karriere
Son Ho-sung begann seine Karriere in der Mannschaft Posung, für die er in der südkoreanischen Eishockeyliga. Von 2004 bis 2007 spielte er für Kangwon Land zunächst ebenfalls in der südkoreanischen Liga und ab 2005 in der Asia League Ice Hockey. Mit dem Team konnte er 2006 und 2007 die Korea Domestic Championship gewinnen. Anschließend wechselte er zu Anyang Halla, wo er – mit zwei Jahren Karriereunterbrechung – bis zu seinem Karriereende 2016 spielte. Mit Anyang Halla gewann er 2010 und 2016 die Asia League Ice Hockey.
Anschließend wechselte er in den Trainerstab seines Ex-Klubs und betreute zudem das Nationalteam bei der Weltmeisterschaft der Division IA 2017 als Assistent.

### International
Auf internationaler Ebene vertrat Son Ho-sung sein Heimatland im Juniorenbereich bei der U18-Weltmeisterschaft 2000 in der Asien-Ozeanien-Division 1.
Für die Herren-Auswahl Südkoreas nahm er erstmals an der Weltmeisterschaft 2002 in der Division I teil. Nach dem dort erlittenen Abstieg spielte er 2003, 2005, 2006, als er den besten Gegentorschnitt des Turniers erreichte, und 2007, als er erneut den besten Gegentorschnitt aufwies, und 2009, als er mit dem erneut besten Gegentorschnitt und der zweitbesten Fangquote hinter dem Belgier Björn Steijlen auch zum besten Torhüter des Turniers gewählt wurde, in der Division II. 2008 und 2014 spielte er hingegen wieder in der Division I. Zudem vertrat er seine Farben bei den Winter-Asienspielen 2007, als hinter Japan und Kasachstan die Bronzemedaille gewonnen wurde.

## Erfolge und Auszeichnungen
- 2006 Gewinn der Korea Domestic Championship mit Kangwon Land
- 2007 Gewinn der Korea Domestic Championship mit Kangwon Land
- 2010 Gewinn der Asia League Ice Hockey mit Anyang Halla
- 2016 Gewinn der Asia League Ice Hockey mit Anyang Halla

### International
- 2006 Bester Gegentorschnitt bei der Weltmeisterschaft der Division II, Gruppe B
- 2007 Aufstieg in die Division I bei der Weltmeisterschaft der Division II, Gruppe B
- 2007 Bester Gegentorschnitt bei der Weltmeisterschaft der Division II, Gruppe B
- 2007 Bronzemedaille bei den Winter-Asienspielen
- 2009 Aufstieg in die Division I bei der Weltmeisterschaft der Division II, Gruppe B
- 2009 Bester Torhüter und bester Gegentorschnitt bei der Weltmeisterschaft der Division II, Gruppe B
- 2017 Aufstieg in die Top-Division bei der Weltmeisterschaft der Division I, Gruppe A (als Assistenztrainer)